# نيل ريغان
نيل ريغان (بالإنجليزية: Neil Reagan)‏ (و. 1908 – 1996 م) هو مخرج تلفزيوني أمريكي، ولد في تامبيكو، كان عضوًا في الحزب الجمهوري، توفي في سان دييغو، عن عمر يناهز 88 عاماً.

## روابط خارجية
- نيل ريغان على موقع IMDb (الإنجليزية)